# Cord (photographie)
Pour les articles homonymes, voir Cord.

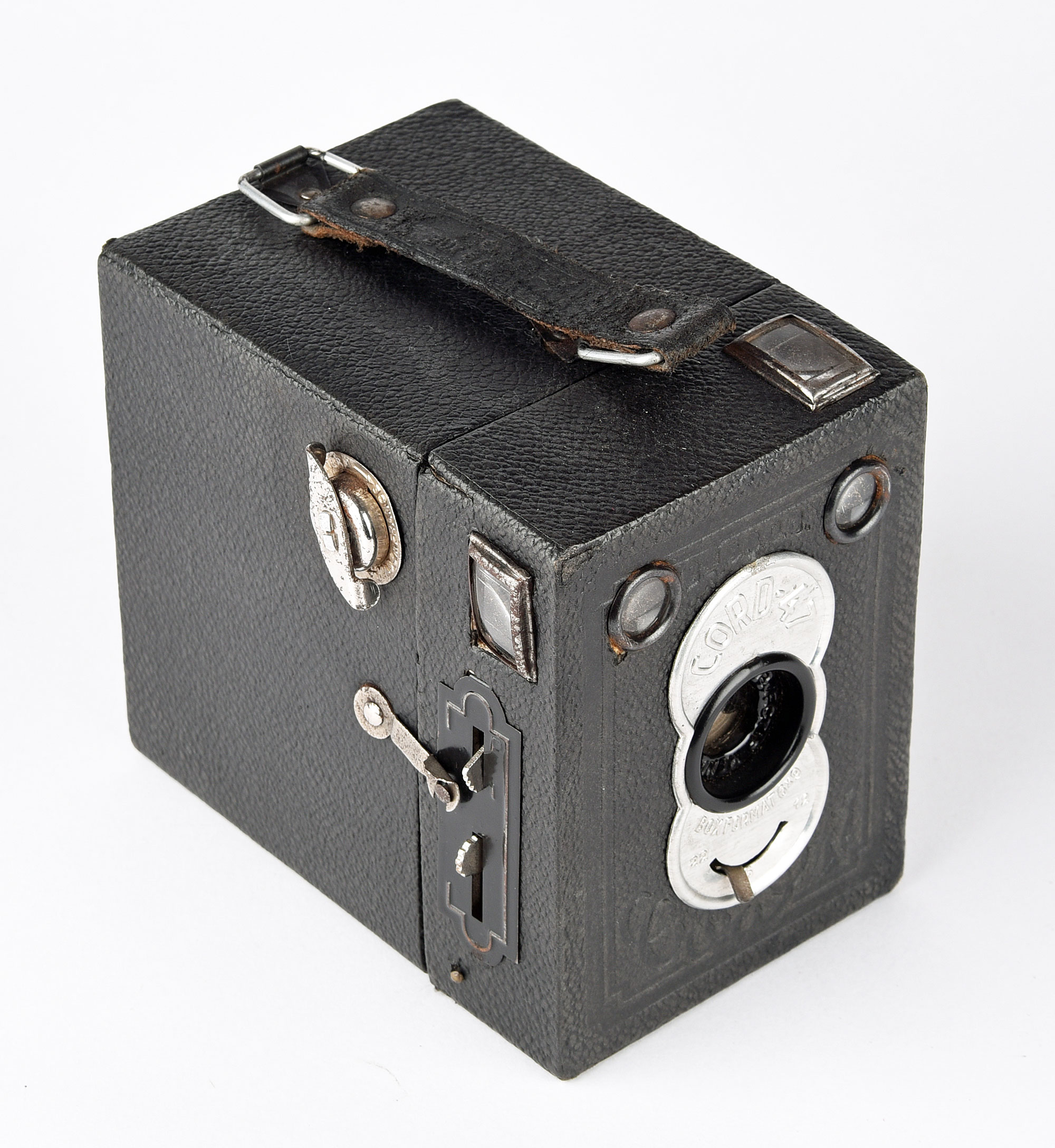
Cord 47.

Cord est un fabricant français disparu d'appareils photographiques. Sa production de très mauvaise qualité et peu durable rend ses appareils rares sans pour autant susciter l'intérêt des collectionneurs.

## Histoire
Fabricant de "camelote", ce fabricant n'a guère laissé de traces. Il est impossible de trouver le nom du créateur et les dates de fabrications des appareils sont souvent imprécises. Malgré une légère amélioration de la qualité et des projets ambitieux, la marque est tellement plombée par son image déplorable qu'elle disparait à la fin des années 1940.

## Production
- Le premier appareil produit semble être un appareil en Bakélite moulé par la MIOM dans un moule commandé par Fritz Kaftanski. À part le viseur et la plaque de façade, il est identique au futur Superfex de Fex[2]. La fabrication remonte à la période où Kaftanski est réfugié à Paris (fin 1938, début 1939[3]) avant de fuir en Zone libre (vers l'été 1940[3]) en laissant derrière lui le moule et la facture impayée. Le moule sera payé et récupéré plus tard par Fex[4].
- ~1945 Le "Cord" est produit. C'est un box en carton de très mauvaise qualité. Sa principale caractéristique est de réutiliser les plaquettes de façade du Cord en bakélite dont la taille est nettement inadaptée et dont les indications I et P (pour Instantané et Pose) ne correspondent à rien avec un obturateur à une seule vitesse[5].
- 1946 On retrouve la marque Cord sur un box en carton 6 × 9 cm décrit par « pauvrement construit » et difficile à trouver en bon état par le MacKeown's[6],[7].
- 1947 Sortie du Cord 47 d'un peu meilleure qualité qui existe en plusieurs versions à l’esthétique différente[8],[9].
- 1948 Le Super Cord est en métal gainé, Il est bi-format (6 × 9 et 6 × 4,5 cm), dispose d'un réglage d'ouverture et d'un filtre jaune amovible incorporé[10],[6].

## Collection
Les Cord sont globalement assez rares, en général à cause de leur fabrication trop légère pour résister très longtemps. Ce n'est pas pour autant que leur valeur atteint des sommets. Le mieux coté par le McKeown's price guide to antique cameras, le Cord de 1946 est donné pour 20 à 30 $. Le Cord bakélite, construit plus sérieusement, n'a probablement été produit qu'à très peu d'exemplaires dans une période troublée est lui carrément rare. Il ne figure que dans le livre Fex, la photo toute simple page 25 et la maison de la photo de Saint-Bonnet-de-Mure en possède un.